# Euphthiracarus nasutus
Euphthiracarus nasutus är en kvalsterart som beskrevs av Wojciech Niedbała 1988. Euphthiracarus nasutus ingår i släktet Euphthiracarus och familjen Euphthiracaridae. Inga underarter finns listade i Catalogue of Life.